# Justin B. Herman
Justin B. Herman (* 29. April 1907 in Philadelphia, Pennsylvania; † 3. Dezember 1983 in New Hope, Pennsylvania) war ein US-amerikanischer Drehbuchautor, Filmregisseur, Filmproduzent und Cartoonist, der mit seinen Kurzfilmen Roller Derby Girl und Three Kisses für einen Oscar nominiert war.

## Biografie
Herman studierte an der Pennsylvania Academy of the Fine Arts. Unter anderem arbeitete er als Reporter für Philadelphia Records und schrieb kurze Geschichten und erstellte Cartoons für The New Yorker. Zudem gründete er während seiner Zeit in Philadelphia eine Zeitschrift mit dem Titel The Town Crier, bevor es ihn zwei Jahre später nach New York verschlug. Seine Arbeit für die Filmproduktionsgesellschaft Paramount Pictures erstreckte sich über einen Zeitraum von 35 Jahren, in denen er an mehr als 160 Kurzfilmen beteiligt war; davon bei 150 Filmen in drei wichtigen Funktionen.
Lohn dieser Arbeit war, dass Herman 1950 mit seinem Kurzfilm Roller Derby Girl für einen Oscar in der Kategorie „Bester Kurzfilm“ (1 Filmrolle) nominiert war, der jedoch an Jack Eaton und seinen Film Aquatic House Party ging. Eine zweite Oscarnominierung erfolgte 1956 für den Kurzfilm Three Kisses, mit dem Herman jedoch das Nachsehen gegenüber Edmund Reek und dessen Film Survival City hatte.
Justin B. Herman, der im Alter von 76 Jahren verstarb, hinterließ neben seiner Frau Alma zwei Töchter und zwei Enkelkinder.

## Filmografie (Auswahl)
als Drehbuchautor von Kurzfilmen

(+*R = Regie +*P = Produzent +*E=Editor)
- 1934: My Mummy’s Arms
- 1936: The Star Reporter in Hollywood No. 1
- 1937: Accent on Beauty
- 1938: Queens of the Air
- 1939: Moments of Charm
- 1940: Pinky Tomlin and His Orchestra
- 1941: Beauty and the Beach +*E
- 1943: Sing, Helen, Sing
- 1944: Who’s Who in Animal Land
- 1945: The Windjammer
- 1946: Love in Tune
- 1947: Babies, They’re Wonderful +*R+*P
- 1948: Mr. Groundling Takes the Air +*R
- 1949: Roller Derby Girl +*R
- 1949: Young Doctor Sam +*R+*P
- 1950: Country Cop +*R+*P
- 1951: I Cover the Everglades +*R+*P+*E
- 1952: The Littlest Expert on Football +*R+*E
- 1952: All Girls on Deck +*R+*P+*E
- 1955: Three Kisses +*R+*P

als Regisseur von Kurzfilmen
- 1946: Brooklyn, I Love You +*P
- 1947: Brains Can Be Beautiful +*P
- 1948: Musical Miracle +*P
- 1949: I Remember You
- 1950: The Rhumba Seat
- 1951: A Ring for Roberta
- 1952: Parlor Bedroom and Wheels +*P
- 1953: Society Man +*P
- 1954: Touchdown Highlights +*P+*E
- 1955: Reunion in Paris +*P

als Produzent von Kurzfilmen
- 1939: Busy Little Bears
- 1941: Waiting for Baby
- 1946: Love in Tune
- 1947: It Could Happen to You
- 1949: Drilling for Girls in Texas
- 1951: Way Out West in Florida
- 1952: The Littlest Expert on Great Inventions +*E
- 1953: High School Hi-Jinks
- 1954: What’s Wrong Here?
- 1955: Walk in the Deep

in weiteren Funktionen
- 1938: Lights, Action, Lucas
- 1939: Hoagy Carmichael (als Editor)
- 1939: Artie Shaw’s Class in Swing
- 1941: Gene Grupa: America’s Ace Drummer Man and His Orchestra
- 1941: What’s Lacrosse (als Kommentator)
- 1942: Timber Athletes (*K)
- 1944: Trail Breakers (*K)
- 1947: Stop, Look and Guess ’Em (*K)

## Auszeichnungen
- Oscarverleihung 1950: Oscarnominierung für Roller Derby Girl
- Oscarverleihung 1956: Oscarnominierung für Three Kisses